# Darlington Provincial Park
Darlington Provincial Park är en park i Kanada.   Den ligger i provinsen Ontario, i den sydöstra delen av landet, 300 km sydväst om huvudstaden Ottawa. Darlington Provincial Park ligger 73 meter över havet.
Terrängen runt Darlington Provincial Park är platt. Trakten är tätbefolkad. Närmaste större samhälle är Oshawa, 6,5 km nordväst om Darlington Provincial Park. 
Omgivningarna runt Darlington Provincial Park är en mosaik av jordbruksmark och naturlig växtlighet.